# Swartz (Luisiana)
Swartz es un lugar designado por el censo ubicado en la parroquia de Ouachita en el estado estadounidense de Luisiana. En el Censo de 2010 tenía una población de 4536 habitantes y una densidad poblacional de 215,29 personas por km².

## Geografía
Swartz se encuentra ubicado en las coordenadas 32°34′51″N 91°59′13″O / 32.58083, -91.98694. Según la Oficina del Censo de los Estados Unidos, Swartz tiene una superficie total de 21.07 km², de la cual 21.07 km² corresponden a tierra firme y (0%) 0 km² es agua.

## Demografía
Según el censo de 2010, había 4536 personas residiendo en Swartz. La densidad de población era de 215,29 hab./km². De los 4536 habitantes, Swartz estaba compuesto por el 80.05% blancos, el 17.2% eran afroamericanos, el 0.49% eran amerindios, el 1.04% eran asiáticos, el 0% eran isleños del Pacífico, el 0.11% eran de otras razas y el 1.12% pertenecían a dos o más razas. Del total de la población el 1.01% eran hispanos o latinos de cualquier raza.